# Johannes-Paul-II.-Hügel

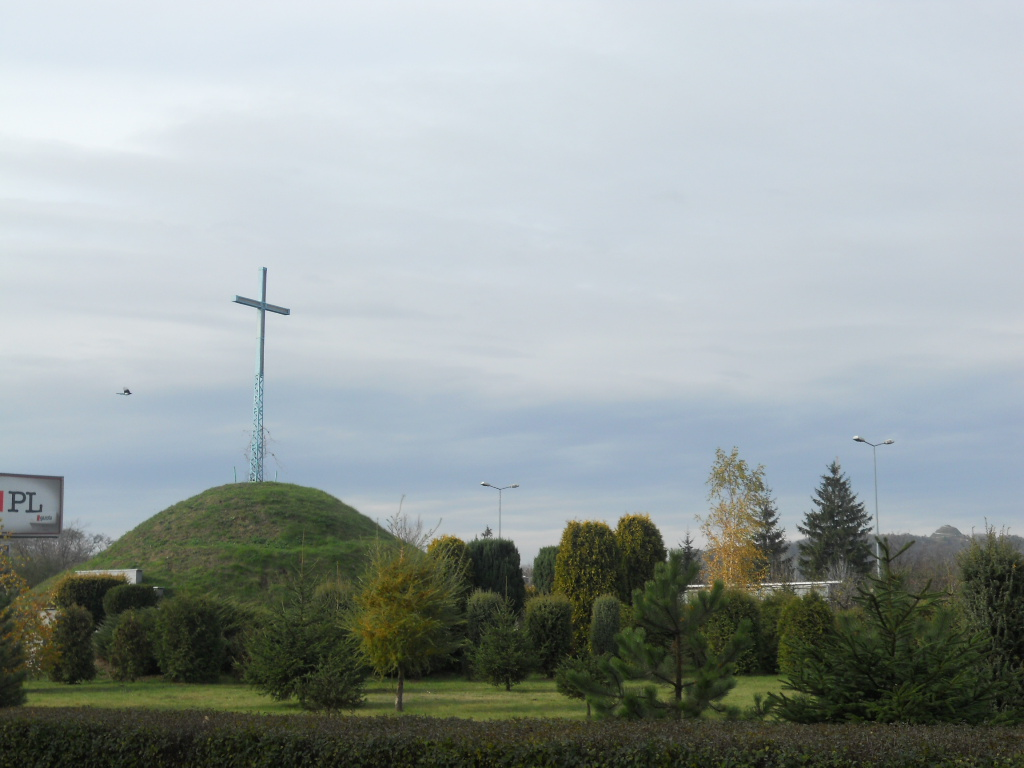
Johannes-Paul-II.-Hügel mit Kościuszko-Hügel im Hintergrund

Der Johannes-Paul-II.-Hügel (polnisch Kopiec Jana Pawła II) in Krakau wurde 1997 zu Ehren des Papstes Johannes Paul II. aufgeschüttet. Auf seinem Gipfel wurde ein Kreuz aufgestellt. Der Hügel misst ohne Kreuz 7 Meter und ist damit der kleinste der aufgeschütteten Krakauer Hügel. Er befindet sich im Stadtteil Dębniki südlich der Weichsel.